# Guérou
Guérou este un oraș în Mauritania.